# Горнє Равне
Горнє Равне (словен. Gornje Ravne) — поселення в общині Літія, Осреднєсловенський регіон, Словенія. Висота над рівнем моря: 381,9 м.